# Área metropolitana de Durham-Chapel Hill
El área metropolitana de Durham o Área Estadística Metropolitana de Durham-Chapel Hill, NC MSA, como la denomina la Oficina del Censo de los Estados Unidos, es un Área Estadística Metropolitana centrada en las ciudades de Durham y Chapel Hill en el estado de Carolina del Norte, en Estados Unidos. Su población según el censo de 2010 es de 504.357 de habitantes, convirtiéndola en la 102.º área metropolitana más poblada de los Estados Unidos.

## Composición
Los 4 condados que componen el área metropolitana, junto con su población según los resultados del censo 2010:
- Chatham – 63.505 habitantes
- Durham – 267.587 habitantes
- Orange – 133.801 habitantes
- Person – 39.464 habitantes

## Área Estadística Metropolitana Combinada
El área metropolitana de Durham es parte del Área Estadística Metropolitana Combinada de Raleigh-Durham-Cary, NC CSA, también conocida como El Triangulo (en inglés The Triangle), junto con:
- el Área Estadística Metropolitana de Raleigh-Cary, NC MSA, que abarca los condados de Franklin, Johnston y Wake; y
- el Área Estadística Micropolitana de Dunn, NC µSA, que abarca el condado de Harnett;

toalizando 1.749.525 habitantes en un área de 11.814 km².

## Principales ciudades del área metropolitana
Ciudades principales o núcleo
- Durham
- Chapel Hill